# Wierutno
Wierutno [vjɛˈrutnɔ] (tiếng Đức: Vierruthen) là một ngôi làng thuộc khu hành chính của Gmina Boleszkowice, thuộc quận Myślibórz, West Pomeranian Voivodeship, ở phía tây bắc Ba Lan, gần biên giới Đức. Nó nằm khoảng 3 kilômét (2 mi)   phía tây bắc Boleszkowice, 32 km (20 mi) phía tây nam Myślibórz và 76 km (47 mi) phía nam thủ đô khu vực Szczecin.